# Ключнев, Николай Прокофьевич
Николай Прокофьевич Ключнев (10 октября 1932, Боково-Антрацит, Луганская область — 30 ноября 1995, Москва) — советский актёр и журналист.

## Биография
После школы поступил в лесной техникум; закончив обучение, получил распределение в Казахстан. Туда он отправился вместе с семьёй, но в начале 1950-х годов вернулся на родину.
Учился в Одесском зенитном училище, где был отличником боевой и политической подготовки, а также активно участвовал в художественной самодеятельности.
Вскоре, к несчастью, был отчислен из училища. Однажды Ключнев вместе со своим лучшим другом получил увольнение, и они вместе с подругами гуляли по набережной Одессы, где случайно увидели, как пьяный майор издевался над курсантами, заставляя их делать строевую подготовку в присутствии девушек и прохожих. Ключнев и его друзья вмешались, и завязалась драка. Затем появился военный патруль. Скрываясь от него, Николай Ключнев потерял фуражку, по которой его и нашли.
Его знакомая работала на Одесской киностудии, она посоветовала ему прийти на пробы фильма «Весна на Заречной улице». Режиссёры Марлен Хуциев и Феликс Миронер утвердили его на роль рабочего парня Феди. Позднее Ф. Миронер пригласил молодого актёра на одну из центральных ролей в свой фильм «Улица молодости». После этого Ключнев снялся ещё в нескольких картинах. В 1960 году снялся в своём последнем фильме «Балтийское небо», после чего решил оставить актёрскую профессию.
Он приехал к матери и поступил работать строгальщиком на рудо-ремонтный завод.
Был женат с 5 февраля 1961 года. В 1962 и 1966 годах у него родились сыновья.
Скончался 30 октября 1995 года, на 64-м году.

## Фильмография
1. 1956 — «Весна на Заречной улице» — Федя Донченко
2. 1957 — «Координаты неизвестны» — Сомов
3. 1957 — «Орлёнок» — эпизод
4. 1958 — «Два Фёдора» — парень на танцах
5. 1958 — «Улица молодости» — Сергей Назаренко
6. 1959 — «Исправленному верить» — милиционер
7. 1959 — «На диком бреге Иртыша» — Григорий
8. 1960 — «Балтийское небо» — Чепелкин